# Лай Тяу (провинция)
Лай Тяу (на виетнамски: Lai Châu) е виетнамска провинция разположена в регион Тай Бак. На север граничи с Китай, на юг и запад с провинция Диен Биен, а на изток с провинция Лао Кай. Населението е 446 100 жители (по приблизителна оценка за юли 2017 г.).
Лай Тяу е провинцията с най-малка гъстота на населението във Виетнам.

## Административно деление
Провинция Лай Тяу се дели на едно самостоятелно градче Лай Тяу и пет окръга:
- Муонг Те
- Фонг Тхо
- Син Хо
- Там Дуонг
- Тхан Юен